# KartaView
KartaView, früher bekannt als OpenStreetView und OpenStreetCam, ist ein Projekt, das georeferenzierte Fotos auf Straßenebene sammelt, um OpenStreetMap zu verbessern, und ist eine freie Alternative für Google Street View.
Nutzer der Plattform sammeln Bilder etwa mit ihren Mobiltelefonen mithilfe der Android- oder der iOS-App. Es ist auch möglich Bilder von anderen Kameras hochzuladen.
KartaView ähnelt dem Dienst Mapillary. Wie bei Mapillary steht hinter dem Projekt eine kommerzielle Firma, Telenav bis Dezember 2019 und seitdem Grab, welcher man beim Upload auch die (kommerzielle) Nutzung bzw. Relizenzierung der hochgeladenen Bilder erlaubt. Die Bilder sind unter der CC-BY-SA-Lizenz lizenziert und müssen mit der Attribution „© Grab and KartaView Contributors“ versehen werden.

## Geschichte
KartaView wurde 2009 als OpenStreetView gegründet, aber wurde anfangs kaum beachtet und konnte erst später an Popularität gewinnen. Im November 2016 wurde der Name in OpenStreetCam geändert auf Bitten von Google wegen der Namensähnlichkeit zu Google Street View, und im November 2020 in KartaView, nachdem auch die OpenStreetMap Foundation eine ähnliche Bitte hinsichtlich der Namensähnlichkeit zu OpenStreetMap hatte.